# PWI Stanley Weston Award
De PWI Stanley Weston Award is een lifetime achievement award als persoonlijkheid in het professioneel worstelen. Het wordt jaarlijks uitgereikt door de schrijvers van het professioneel worstelmagazine Pro Wrestling Illustrated. De prijs was oorspronkelijk bekend als de PWI Editor's Award. In maart 2003 werd de naam van de prijs veranderd ter nagedachtenis van Stanley Weston, stichter van het PWI, die in 2002 overleed.

## Prijswinnaars
| Jaar | Winnaar                                                      |
| ---- | ------------------------------------------------------------ |
| 1981 | Bruno Sammartino                                             |
| 1982 | Lou Thesz                                                    |
| 1983 | The Grand Wizard (Ernie Roth)†                               |
| 1984 | David Von Erich (David Adkisson)†                            |
| 1985 | Dan Shocket                                                  |
| 1986 | Verne Gagne                                                  |
| 1987 | Paul Boesch                                                  |
| 1988 | Bruiser Brody (Frank Goodish)† Adrian Adonis (Keith Franke)† |
| 1989 | Gordon Solie (Francis Labiak)                                |
| 1990 | Buddy Rogers (Herman Rohde Jr.)                              |
| 1991 | The Fabulous Moolah (Lillian Ellison)                        |
| 1992 | Stanley Weston                                               |
| 1993 | André the Giant (André Rousimoff)†                           |
| 1994 | Captain Lou Albano                                           |
| 1995 | Ricky Steamboat (Richard Blood)                              |
| 1996 | Danny Hodge                                                  |
| 1997 | Arn Anderson (Martin Lunde)                                  |
| 1998 | Bobo Brazil (Houston Harris)†                                |
| 1999 | Owen Hart†                                                   |
| 2000 | Fred Blassie                                                 |
| 2001 | Johnny Valentine (John Wisniski Sr.)†                        |
| 2002 | Jim Ross                                                     |
| 2003 | Bret Hart                                                    |
| 2004 | Pat Patterson (Pierre Clemont)                               |
| 2005 | Eddie Guerrero†                                              |
| 2006 | Harley Race                                                  |
| 2007 | Nick Bockwinkel                                              |
| 2008 | Ric Flair                                                    |
| 2009 | Vince McMahon                                                |
| 2010 | Killer Kowalski†                                             |
| 2011 | Randy Savage†                                                |
| 2012 | Bobby Heenan                                                 |

† geeft een postume prijs aan